# Chihaya Akasaka
Chihaya Akasaka (千早赤阪村, Chihayaakasaka-mura) est un village situé dans le district de Minamikawachi de la préfecture d'Osaka, au Japon.
En 2009, la population du village est estimée à 6 131 habitants et la densité à 164 personnes par km². La superficie totale est de 37,38 km2.

## Histoire
Le village est connu pour les châteaux de Chihaya et Akasaka, deux fortifications sur le mont Kongō où ont eu lieu les batailles du château de Chihaya et d'Akasaka au XIVe siècle à la fin de l'époque de Kamakura. Kusunoki Masashige, l'homme le plus important et fiable au service de l'empereur Go-Daigo, dirige la défense des châteaux. De nos jours, un musée commémore cette bataille et la participation de Kusunoki.
En 1893, à Akasaka, Kumatarō Kido et Yagorō Tani tuent onze personnes avant de se suicider.
Le 1er mars 2008, Chihaya Akasaka demande à fusionner avec la ville voisine de Kawachinagano après l'échec de négociations en vue d'une fusion avec les villes environnantes de Kanan et Taishi. Cette demande aussi échoue, le 14 août 2009.

## Lieux notables
- Ruines du château de Chihaya construit par Kusunoki Masashige
- Mont Kongō, plus haute montagne de la préfecture d'Osaka
- Monts Kongō, chaîne de montagnes à la frontière orientale de Chihaya Akasaka